# Dapples
Ród Dapples to walezki ród, prawdopodobnie pochodzący z Apples.

## Pochodzenie
Ród został wspomniany w Vufflens-le-Château pod koniec XV wieku, a następnie osiedlił się przed 1596 rokiem w Bremblens i Morges. Otrzymał obywatelstwo Lozanny w 1603 roku.
Wśród jego członków znajdowało się wielu lekarzy i pastorów reformowanych, a także kilka osób pełniących funkcje polityczne i akademickie zarówno w Lozannie, jak i w kantonie Vaud.

## Włoska gałąź
W 1820 roku gałąź szwajcarskiej rodziny Dapples, francuskojęzyczna i protestancka, przeniosła się z Lozanny do Genui, aby lepiej rozwijać swoje działalności gospodarcze, korzystając z możliwości oferowanych przez ówczesny kontekst liguryjski.

## Dapples & C.
W latach czterdziestych XIX wieku rodzina Dapples była udziałowcem Banca di Genova, a następnie Banca Nazionale negli Stati Sardi. Poprzez firmę Dapples & C. zdywersyfikowała swoje inwestycje w strategiczne sektory, takie jak bankowość, górnictwo i przemysł stoczniowy, budując znaczący portfel udziałów.
Jednak w kwietniu 1888 roku firma została zmuszona do zawieszenia płatności i wszczęcia postępowania likwidacyjnego.

## Ważni członkowie

### Gałąź z kantonu Vaud
- Jean-Pierre Dapples (1616–1640), lekarz i rektor kolegium w Lozannie.
- Jean-François Dapples (1690–1772), teolog i profesor greki oraz etyki na Akademii w Lozannie.
- Charles-Marc Dapples (1837–1920), inżynier i polityk, profesor na Uniwersytecie w Lozannie i członek Rady Miejskiej Lozanny.
- Édouard Dapples (1807–1887), polityk, burmistrz Lozanny, członek Wielkiej Rady Vaud, Rady Narodowej oraz przewodniczący Rady Narodowej.
- Louis Dapples (1867–1937), menedżer, przewodniczący Rady Nadzorczej Nestlé.
- Sylvius Dapples (1798–1870), polityk, członek Wielkiej Rady Vaud i Rady Stanu.

### Włoska gałąź
- Henri Arthur Dapples (1871–1920), agronom, urodzony w Genui, był jednym z pierwszych piłkarzy Genoa Cricket and Football Club. Uczestniczył w pierwszych mistrzostwach Włoch i zdobył pięć tytułów mistrzowskich. W 1903 roku ufundował trofeum "Palla Dapples". Następnie przeniósł się do Grezzano, gdzie założył nowoczesne gospodarstwo rolne[3].

## Źródła
- Dapples. Historisches Lexikon der Schweiz. [dostęp 2025-01-26]. (fr.).